# Línia Mannerheim
La Línia Mannerheim va ser un sistema defensiu de fortificacions que s'estenia al llarg de l'Istme de Carèlia, construït per Finlàndia per a defensar-se de la Unió Soviètica. Quan, a l'inici de la Segona Guerra Mundial, la Unió Soviètica va atacar Finlàndia, la línia Mannerheim esdevingué un dels escenaris més sagnants del conflicte.
Es va construir en dues fases: 1920–1924 i 1932–1939. Al novembre de 1939, quan va començar la Guerra d'Hivern, encara no era acabada. El nom procedeix de la denominació que li van donar els mitjans de comunicació, en honor de Carl Gustaf Mannerheim, Mariscal de camp finès que va esdevenir famós arran de la resistència oferta per Finlàndia contra la gegantesca maquinària bèl·lica de la Unió Soviètica. Moltes fonts atribueix l'origen del terme a Jorma Gallen-Kallela, i després es va divulgar pels periodistes estrangers.

## Estructura
La Línia era composta per al voltant de dos-cents nius de metralladores, abastant des de la costa del Golf de Finlàndia fins a Taipale, passant per Summa i el riu Vuoksi. L'àrea que circumdava Summa va ser considerada com el punt més vulnerable, i per això, va ser la més fortificada.
En la costa del Golf de Finlàndia, la línia es va recolzar en el Fort Saarenpää, mentre que en la riba del Llac Làdoga, l'eix defensiu principal va ser el Fort Järisevä. Aquestos enclavaments van ser armats amb peces d'artilleria de 5', 6' i 10'.
Al contrari que la Línia Maginot i altres sistemes similars de l'època, la línia Mannerheim no es basava en la successió de gegantescos búnkers i línies de dents de drac, sinó que confiava en l'entorn i els accidents geogràfics per a crear una defensa eficaç. D'aquesta manera, els finesos aprofitaven elements com arbres caiguts i gegantesques pedres per a construir-hi les posicions defensives. Tot això es va complementar amb un camuflatge molt perfeccionat, que permetia aprofitar al màxim tals nuclis fortificats.

## Història
Els primers plans per a la construcció d'una línia defensiva en l'Istme de Carèlia es plantegen després de la Guerra Civil Finlandesa, i el mariscal Mannerheim en va ser el principal promotor. No obstant això, no van ser tinguts en compte després que aquest dimitís després de la guerra. Finalment, la línia va ser construïda durant els anys 20 i 30.
Els primers búnquers es van aixecar entre 1921 i 1924. La segona fase va començar el 1932 però va ser interrompuda per la Guerra d'Hivern. Durant el conflicte, la línia va suportar l'ofensiva soviètica durant dos mesos. El Fort Saarenpää sofriria diverses vegades l'atac dels cuirassats Marat i Oktoberskaya Revolutsiya entre els mesos de desembre de 1939 i gener de 1940. No obstant això, l'artilleria finesa va poder forçar l'armada soviètica a tornar a la seva base d'operacions.
Durant la guerra, la propaganda d'ambdós contendents va exagerar de manera notable l'extensió i magnitud de la Línia Mannerheim. La justificació finesa era òbvia, perquè cercaven elevar la moral de les tropes i crear més esperança d'èxit entre els soldats. Pel costat soviètic, es pretenia justificar el lent avanç contra un enemic que era diverses vegades inferior en nombre i armament. Com a conseqüència, la capacitat defensiva de la Línia Mannerheim va ser falsejada en les fonts històriques soviètiques, i igualment, moltes fonts occidentals mostrarien tal deformació històrica. En tot cas, la Línia Mannerheim donava suport principalment en trinxeres i altres fortificacions menors. Els búnquers eren petites, i no podien albergar una guarnició nombrosa. Igualment, les peces d'artilleria eren molt escasses.
Després de la Guerra d'Hivern, els enginyers de l'Exèrcit Roig van eliminar les instal·lacions que encara romanien dempeus. No obstant això, en la Guerra de Continuació, tant els finesos com els soviètics van tractar d'aprofitar els avantatges oferts per l'entorn, malgrat que la Línia no va tornar a fortificar-se, ni en l'ofensiva de Finlàndia de 1941, ni en l'atac soviètic en 1944.